# Hédervári-kráter
A Hédervári-kráter a Hold egyik krátere a déli pólus közelében. Hédervári Péter magyar geofizikus, amatőrcsillagász és ismeretterjesztő tiszteletére nevezték el egy amerikai bolygókutató javaslatára.